# Ghilherme Lobo
Ghilherme Lobo Putini (São Paulo, 8 de fevereiro de 1995) é um ator e bailarino brasileiro. Tornou-se notório após protagonizar o curta-metragem Eu Não Quero Voltar Sozinho e o longa-metragem Hoje Eu Quero Voltar Sozinho, onde interpretava Léo, um adolescente cego que se descobre homossexual.

## Biografia
Ghilherme tem seis irmãos, Tatiana, Patrícia, Laura, Miguel, David e Manuela e vem de família de artistas, uma vez que seu pai, Betinho Sodré, é músico e sua mãe, Francine Lobo, é cantora. Sua formação artistica vem da dança. Ele iniciou aos 8 anos no Ballet Stagium, em São Paulo. Depois transferiu-se para a Cisne Negro Companhia de Dança, onde permaneceu até os 13 anos. Chegou a dançar em Nova York com a companhia.

## Carreira
Estreou no teatro aos 7 anos, em 2002, em uma montagem do musical A Bela e a Fera. Em seguida, trabalhou com locução, dublagem e publicidade. Aos 12 anos, voltou aos palcos em mais um musical, Peter Pan, seguido por Castelo Rá Tim Bum e A Noviça Rebelde. Estreou no cinema fazendo o papel principal no curta-metragem Eu Não Quero Voltar Sozinho, dirigido por Daniel Ribeiro, em 2010. Voltou a representar o adolescente Leonardo na versão em longa-metragem do filme, Hoje Eu Quero Voltar Sozinho, do mesmo diretor, lançada em 2014.

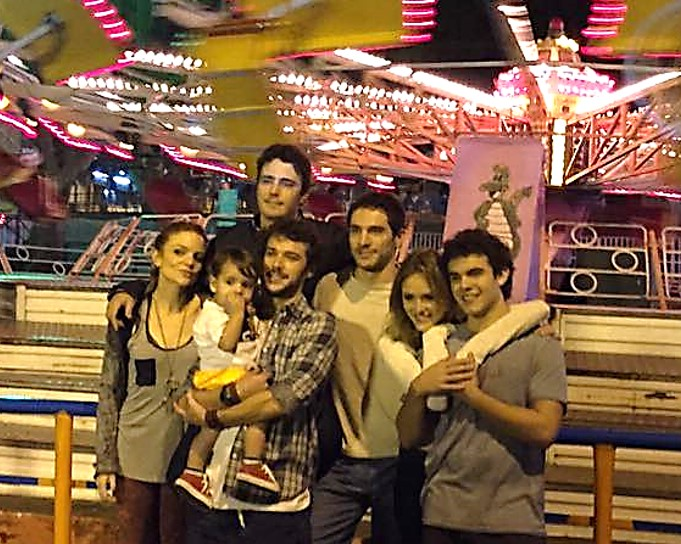
O ator Ghilherme Lobo com os atores Jayme Matarazzo, Maria Eduarda de Carvalho, Isabelle Drummond, Thiago Rodrigues e Michel Noher; durante gravações no Parque Shanghai de telenovela Sete Vidas da Rede Globo.

Sua estreia em telenovelas se deu em Sete Vidas, onde interpretou um dos protagonistas, Bernardo, um dos sete filhos de um doador de sêmen interpretado por Domingos Montagner.Seu núcleo contava ainda com Isabelle Drummond, Jayme Matarazzo, Thiago Rodrigues e Maria Eduarda de Carvalho. Na sequência, o ator foi escalado para interpretar Visconde de Valmont na primeira fase da minissérie Ligações Perigosas, que foi exibida pela TV Globo no começo de 2016.

## Vida pessoal
Em 2010, começou a namorar com Arianna Contini, com quem se casou em 23 de dezembro de 2020.

## Filmografia

### Televisão
| Ano  | Título                                     | Personagem                 | Notas                           |
| ---- | ------------------------------------------ | -------------------------- | ------------------------------- |
| 2015 | Felizes para Sempre?                       | Dionísio Drummond (jovem)  | Episódio: "26 de janeiro"       |
| 2015 | Sete Vidas                                 | Bernardo Figueira Meira    |                                 |
| 2016 | Ligações Perigosas                         | Augusto de Valmont (jovem) | Episódios: "4–6 de janeiro"     |
| 2016 | Segredos de Justiça                        | Eduardo (Dudu)             | Episódio: "Cale-se Para Sempre" |
| 2019 | Malhação: Vidas Brasileiras                | Luís                       | Episódios: "5–8 de fevereiro"   |
| 2020 | Rua do Sobe e Desce, Número que Desaparece | Álvaro Moreira (Alvinho)   |                                 |

### Cinema
| Ano       | Título                        | Personagem             | Notas          |
| --------- | ----------------------------- | ---------------------- | -------------- |
| 2020      | Boni Bonita                   | Mário                  | [ 15 ]         |
| 2019      | Divaldo - O Mensageiro da Paz | Divaldo Franco (jovem) |                |
| 2018      |                               |                        |                |
| Bia (2.0) | Dan                           | [ 16 ]                 |                |
| Ardentia  | Arthur                        | Curta-metragem         |                |
| 2014      | Hoje Eu Quero Voltar Sozinho  | Leonardo               |                |
| 2013      | O Perfil de Jonas Aquino      | Pedro                  | Curta-Metragem |
| 2010      | Eu Não Quero Voltar Sozinho   | Leonardo               | Curta-Metragem |

## Teatro
| Ano     | Título                                | Personagem | Ref.   |
| ------- | ------------------------------------- | ---------- | ------ |
| 2002–03 | A Bela e a Fera                       | Chip       | [ 19 ] |
| 2007    | Peter Pan – Todos Podemos Voar        | Nibs       | [ 20 ] |
| 2008    | Castelo Rá-Tim-Bum: Onde Está o Nino? | Pedro      | [ 21 ] |
| 2009    | A Noviça Rebelde                      | Friedrich  | [ 19 ] |
| 2015    | Onde Mora o Amor?                     | Edu        | [ 22 ] |
| 2016    | Eu Nunca                              | David      | [ 23 ] |
| 2016    | O Aprendiz de Feiticeiro              | Arthur     | [ 24 ] |
| 2018    | Somos Todos Tão Jovens                | Guilherme  | [ 25 ] |

## Prêmios e indicações
| Ano  | Premiação                                        | Categoria             | Trabalho                     | Resultado | Ref.   |
| ---- | ------------------------------------------------ | --------------------- | ---------------------------- | --------- | ------ |
| 2010 | Close - Festival da Diversidade Sexual           | Melhor Ator           | Eu Não Quero Voltar Sozinho  | Venceu    | [ 26 ] |
| 2010 | 18º Mix Brasil                                   | Melhor Interpretação  | Eu Não Quero Voltar Sozinho  | Venceu    | [ 27 ] |
| 2011 | Festival de Atibaia Internacional do Audiovisual | Melhor Ator           | Eu Não Quero Voltar Sozinho  | Venceu    | [ 28 ] |
| 2011 | Festival de Cinema de Campina Grande             | Melhor Ator           | Eu Não Quero Voltar Sozinho  | Venceu    | [ 29 ] |
| 2011 | Curtamazônia                                     | Melhor Ator           | Eu Não Quero Voltar Sozinho  | Venceu    | [ 30 ] |
| 2011 | Curta Taquary                                    | Melhor Ator           | Eu Não Quero Voltar Sozinho  | Venceu    | [ 31 ] |
| 2014 | 8° For Rainbow                                   | Melhor Ator           | Hoje Eu Quero Voltar Sozinho | Venceu    | [ 32 ] |
| 2014 | Prêmio Guarani de Cinema Brasileiro              | Melhor Ator Revelação | Hoje Eu Quero Voltar Sozinho | Venceu    | [ 34 ] |
| 2014 | Prêmio Quem de Cinema                            | Melhor Ator           | Hoje Eu Quero Voltar Sozinho | Venceu    | [ 35 ] |
| 2015 | Troféu APCA                                      | Melhor Ator           | Hoje Eu Quero Voltar Sozinho | Venceu    | [ 36 ] |
| 2015 | SESC Film Festival                               | Melhor Ator           | Hoje Eu Quero Voltar Sozinho | Venceu    | [ 37 ] |
| 2015 | Prêmio Extra de Televisão                        | Revelação Masculina   | Sete Vidas                   | Indicado  | [ 38 ] |
| 2015 | Prêmio Jovem Brasileiro                          | Melhor Ator Jovem     | Sete Vidas                   | Indicado  | [ 39 ] |
| 2015 | Prêmio Quem de Televisão                         | Melhor Revelação      | Sete Vidas                   | Indicado  | [ 40 ] |
| 2016 | Prêmio Femsa de Teatro                           | Melhor Ator           | O Aprendiz de Feiticeiro     | Indicado  | [ 41 ] |
| 2017 | Prêmio Femsa de Teatro                           | Melhor Ator           | Senhor das Moscas            | Pendente  | [ 42 ] |
| 2021 | Festival Sesc Melhores Filmes                    | Melhor Ator Nacional  | Boni Bonita                  | Indicado  |        |